# گلوریا دکمجیان
گلوریا دکمجیان (انگلیسی: Gloria May Deukmejian; زادهٔ ۱ نوامبر ۱۹۳۰) سیاست‌مدار ارمنی‌تبار اهل ایالات متحده آمریکا است. وی بانوی اول سابق ایالت کالیفرنیا (۱۹۸۳–۱۹۹۱) و همسر فرماندار سابق ایالت کالیفرنیا جرج دکمجیان است. وی در سال ۱۹۵۷ ازدواج نمود. این زوج صاحب دو دختر و یک پسر هستند.